# Quanta Plus
Quanta Plus è un editor web obsoleto sviluppato per KDE. È un software libero.
Tra le caratteristiche rilevanti troviamo la sua duplice funzione: è possibile utilizzarlo come editor WYSIWYG o può essere usato per modificare direttamente il codice HTML.
La sua interfaccia lo rende molto simile ad un IDE, e i suoi strumenti permettono di eseguire svariate funzioni all'interno dell'ambiente stesso.

## Caratteristiche
- Usa gli slave KIO di KDE per il supporto FTP, SSH e di altri protocolli.
- Mostra il codice sorgente, Modalità WYSIWYG, chiamato VPL (Visual Page Layout), e la possibilità di usare entrambi. (Simile a Dreamweaver)
- Visualizzazione ad albero della struttura del documento
- Supporto per progetti (anche remoti), con possibilità collaborative quali: gestione di utenti (con vari ruoli) e possibilità di "messaggistica" verso tutti o verso un utente particolare
- Integrazione con il sistema di controllo versione CVS
- Editor grafico per i fogli di stile CSS
- Integrazione con debugger PHP quali DBGp e Gubed

## Integrazione con strumenti esterni
Quanta può integrare nativamente alcune applicazioni di KDE, quali:
- KFileReplace, per poter eseguire rapidamente operazioni di ricerca e sostituzione all'interno dei file di un progetto
- KXSLDbg, un debugger per fogli di stile XSL
- Konsole, per poter usufruire di un terminale all'interno dell'ambiente stesso.

Inoltre, le funzionalità di Quanta sono agevolmente estendibili per mezzo di script facilmente producibili con Kommander, applicazione KDE contenuta nel pacchetto kdewebdev